# Parkers Waldsteigerfrosch
Parkers Waldsteigerfrosch (Leptopelis parkeri) ist ein Froschlurch aus der Gattung der Waldsteigerfrösche (Leptopelis) in der Familie der Langfingerfrösche (Arthroleptidae). Die Art lebt in den Bergen Tansanias.

## Merkmale
Parkers Waldsteigerfrosch ist ein schlanker, verglichen mit anderen Leptopelis-Arten großer Frosch. Die Kopf-Rumpf-Länge liegt bei 56 mm bei den Weibchen, die Männchen bleiben mit 34 bis 43 mm deutlich kleiner. Ein auffälliges Merkmal von Parkers Waldsteigerfrosch sind die sehr großen roten Augen mit senkrechten Pupillen. Ähnlich große Augen besitzt auch der Grüne Waldsteigerfrosch (Leptopelis barbouri), der im selben Lebensraum beheimatet ist, dieser unterscheidet sich jedoch in der Färbung von Parkers Waldsteigerfrosch. Leptopelis ulugurensis ist ebenfalls im Verbreitungsgebiet von Parkers Waldsteigerfrosch anzutreffen, dieser hat jedoch weit längere Beine, eine glatte Haut und eine andere Rückenfärbung.
Der Rücken ist bei den Männchen braun bis olivgrün mit einer unregelmäßigen Musterung. Diese besteht aus einer transversalen Bänderung, die sich auf den Schenkeln fortsetzt. Die Flanken und Teile der Gliedmaßen können gelblich bis orange gefärbt sein. Die Weibchen haben einen einfärbigen Rücken. Ihre Flanken und die Unterseiten der Gliedmaßen sowie die Finger und Zehen weisen eine hellgelbe Färbung auf. Die Kehle ist beim Männchen weiß, beim Weibchen orange. Der Bauch ist gelblich-weiß.

## Verbreitung und Lebensraum
Parkers Waldsteigerfrosch ist in Tansania in den östlichen und den westlichen Usambara-Bergen, der Uluguru-Gebirgskette sowie in den südlichen Pare- und den Udzungwa-Bergen verbreitet. Die Berge sind von tropischen Regenwäldern bedeckt. Die höchsten Erhebungen der westlichen Usambara-Berge liegen 2280 Meter über dem Meeresspiegel. Parkers Waldsteigerfrosch kommt in Höhen von 200 bis 2000 Metern vor. Er bevorzugt größere Höhen als die meisten verwandten Arten in diesem Gebiet. In den ökologischen Nischen der dichten Gebirgsregenwälder ist er stellenweise häufig. Er ist nachtaktiv und ernährt sich von Insekten.

## Lebensweise
Das sichtbare Trommelfell (Tympanum) ist zwar relativ klein und weist nur den halben Durchmesser des Auges auf, dies ermöglicht es jedoch den Fröschen, das Rufen der Männchen, das nur aus einem leisen Summen mit einer Frequenz von 1500 kHz besteht, wahrzunehmen. Parkers Waldsteigerfrosch ist entlang von langsam fließenden Gewässern zu finden. Die Schwimmhäute zwischen den Zehen sind gut ausgebildet, was ihm ermöglicht, sich im Wasser gut fortzubewegen. Der Laich wird jedoch nicht direkt ins fließende Wasser, sondern in schlammige Mulden nahe am Gewässer abgelegt. Die schlüpfenden Kaulquappen können das Wasser gut erreichen und sich dann freilebend weiterentwickeln.

## Gefährdung
Galt Parkers Waldsteigerfrosch nach Einschätzung der IUCN im Jahr 2004 als gefährdet, so wurde er 2013 bereits als stark gefährdet (endangered) eingestuft. Das ist hauptsächlich auf die Zerstörung seines Lebensraumes zurückzuführen. Kleinbauern dringen in die Wälder vor, die meistens nicht geschützt sind. Durch Brandrodung werden kleine Felder angelegt, auf denen Kardamom und Yams wachsen. Auch die Holzwirtschaft trägt zur Degradation der Wälder bei. Das Verbreitungsgebiet von Parkers Waldsteigerfrosch umfasst insgesamt nur rund 3700 Quadratkilometer und ist stark fragmentiert.

## Systematik und Taxonomie
Die Art wurde im Jahr 1928 von den Herpetologen Thomas Barbour und Arthur Loveridge erstmals beschrieben. Der Artname ehrt den britischen Herpetologen Hampton Wildman Parker, der im Jahr 1936 ebenfalls eine Leptopelis-Art, nämlich Leptopelis jordani beschrieb.